# ウルスラ・ハッペ
ウルスラ・ハッペ（独: Ursula Happe、1926年10月20日 - 2021年3月26日）は、ドイツの競泳選手。1956年メルボルンオリンピックの200m平泳ぎで金メダルを獲得した。